# Borba (uva)
Borba es una variedad de vid para hacer vino, de bayas blancas, autóctona de España, en concreto, de Extremadura. Se usa junto con otras variedades para mezclas. Produce vinos frescos de color amarillo pajizo. Según la Orden APA/1819/2007, de 13 de junio (BOE del día 21), se trata de una variedad de vid destinada a la producción de vino recomendada en Extremadura. Se cultiva en la Denominación de Origen Ribera del Guadiana.
- Datos: Q893338